# Casearia atlantica
Casearia atlantica là một loài thực vật có hoa trong họ Liễu. Loài này được Sleumer mô tả khoa học đầu tiên năm 1980.